# Vonarje
Vonarje este o localitate din comuna Podčetrtek, Slovenia, cu o populație de 69 de locuitori.